# Rokstarr
Rokstarr is het tweede album van de Engelse zanger Taio Cruz. Het kwam uit op 25 mei 2010 en kwam de hitlijsten binnen op 11 september. De eerste single werd "Break Your Heart", een samenwerking met Ludacris. De tweede single werd "Dynamite". De derde single werd "Higher" waarvan twee versies zijn.

## Tracklist
| Track | Titel                                       | Duur |
| ----- | ------------------------------------------- | ---- |
| 1     | "Dynamite"                                  | 3:23 |
| 2     | "Break Your Heart" (ft. Ludacris)           | 3:06 |
| 3     | "Dirty Picture" (ft. Ke$ha)                 | 3:39 |
| 4     | "Take Me Back"                              | 3:11 |
| 5     | "I'll Never Love Again"                     | 3:49 |
| 6     | "I Can Be"                                  | 3:46 |
| 7     | "No Other One"                              | 3:37 |
| 8     | "Come On Girl" (ft. Luciana)                | 3:33 |
| 9     | "Falling In Love"                           | 3:32 |
| 10    | "Higher" (ft. Kylie Minogue & Travie McCoy) | 3:10 |
| 11    | "Feel Again" (bonusnummer)                  | 3:38 |

## Singles
- Break Your Heart
- Dynamite
- Dirty Picture
- Higher
- Falling In Love

## Hitnoteringen

### NederlandseAlbum Top 100
| Hitnotering: 06-11-2010 | Hitnotering: 06-11-2010 | Hitnotering: 06-11-2010 |
| Week:                   | 1                       |                         |
| ----------------------- | ----------------------- | ----------------------- |
| Positie:                | 95                      | uit                     |

### VlaamseUltratop 100Albums
| Hitnotering: (Week 1 t/m 3) 11-09-2010 t/m 25-09-2010 Hitnotering: (Week 4 t/m 6) 13-11-2010 t/m 27-11-2010 Hitnotering: (Week 7) 11-12-2010 Hitnotering: (Week 8) 01-01-2011 | Hitnotering: (Week 1 t/m 3) 11-09-2010 t/m 25-09-2010 Hitnotering: (Week 4 t/m 6) 13-11-2010 t/m 27-11-2010 Hitnotering: (Week 7) 11-12-2010 Hitnotering: (Week 8) 01-01-2011 | Hitnotering: (Week 1 t/m 3) 11-09-2010 t/m 25-09-2010 Hitnotering: (Week 4 t/m 6) 13-11-2010 t/m 27-11-2010 Hitnotering: (Week 7) 11-12-2010 Hitnotering: (Week 8) 01-01-2011 | Hitnotering: (Week 1 t/m 3) 11-09-2010 t/m 25-09-2010 Hitnotering: (Week 4 t/m 6) 13-11-2010 t/m 27-11-2010 Hitnotering: (Week 7) 11-12-2010 Hitnotering: (Week 8) 01-01-2011 | Hitnotering: (Week 1 t/m 3) 11-09-2010 t/m 25-09-2010 Hitnotering: (Week 4 t/m 6) 13-11-2010 t/m 27-11-2010 Hitnotering: (Week 7) 11-12-2010 Hitnotering: (Week 8) 01-01-2011 | Hitnotering: (Week 1 t/m 3) 11-09-2010 t/m 25-09-2010 Hitnotering: (Week 4 t/m 6) 13-11-2010 t/m 27-11-2010 Hitnotering: (Week 7) 11-12-2010 Hitnotering: (Week 8) 01-01-2011 | Hitnotering: (Week 1 t/m 3) 11-09-2010 t/m 25-09-2010 Hitnotering: (Week 4 t/m 6) 13-11-2010 t/m 27-11-2010 Hitnotering: (Week 7) 11-12-2010 Hitnotering: (Week 8) 01-01-2011 | Hitnotering: (Week 1 t/m 3) 11-09-2010 t/m 25-09-2010 Hitnotering: (Week 4 t/m 6) 13-11-2010 t/m 27-11-2010 Hitnotering: (Week 7) 11-12-2010 Hitnotering: (Week 8) 01-01-2011 | Hitnotering: (Week 1 t/m 3) 11-09-2010 t/m 25-09-2010 Hitnotering: (Week 4 t/m 6) 13-11-2010 t/m 27-11-2010 Hitnotering: (Week 7) 11-12-2010 Hitnotering: (Week 8) 01-01-2011 | Hitnotering: (Week 1 t/m 3) 11-09-2010 t/m 25-09-2010 Hitnotering: (Week 4 t/m 6) 13-11-2010 t/m 27-11-2010 Hitnotering: (Week 7) 11-12-2010 Hitnotering: (Week 8) 01-01-2011 | Hitnotering: (Week 1 t/m 3) 11-09-2010 t/m 25-09-2010 Hitnotering: (Week 4 t/m 6) 13-11-2010 t/m 27-11-2010 Hitnotering: (Week 7) 11-12-2010 Hitnotering: (Week 8) 01-01-2011 | Hitnotering: (Week 1 t/m 3) 11-09-2010 t/m 25-09-2010 Hitnotering: (Week 4 t/m 6) 13-11-2010 t/m 27-11-2010 Hitnotering: (Week 7) 11-12-2010 Hitnotering: (Week 8) 01-01-2011 | Hitnotering: (Week 1 t/m 3) 11-09-2010 t/m 25-09-2010 Hitnotering: (Week 4 t/m 6) 13-11-2010 t/m 27-11-2010 Hitnotering: (Week 7) 11-12-2010 Hitnotering: (Week 8) 01-01-2011 |
| Week: | 1 | 2 | 3 | | 4 | 5 | 6 | | 7 | | 8 | |
| --- | --- | --- | --- | --- | --- | --- | --- | --- | --- | --- | --- | --- |
| Positie: | 96 | 63 | 95 | uit | 45 | 76 | 94 | uit | 83 | uit | 94 | uit |